# Lispe pumila
Lispe pumila är en tvåvingeart som först beskrevs av Christian Rudolph Wilhelm Wiedemann 1824.  Lispe pumila ingår i släktet Lispe och familjen husflugor. Inga underarter finns listade i Catalogue of Life.